# 교황 베네딕토 16세의 영국 방문

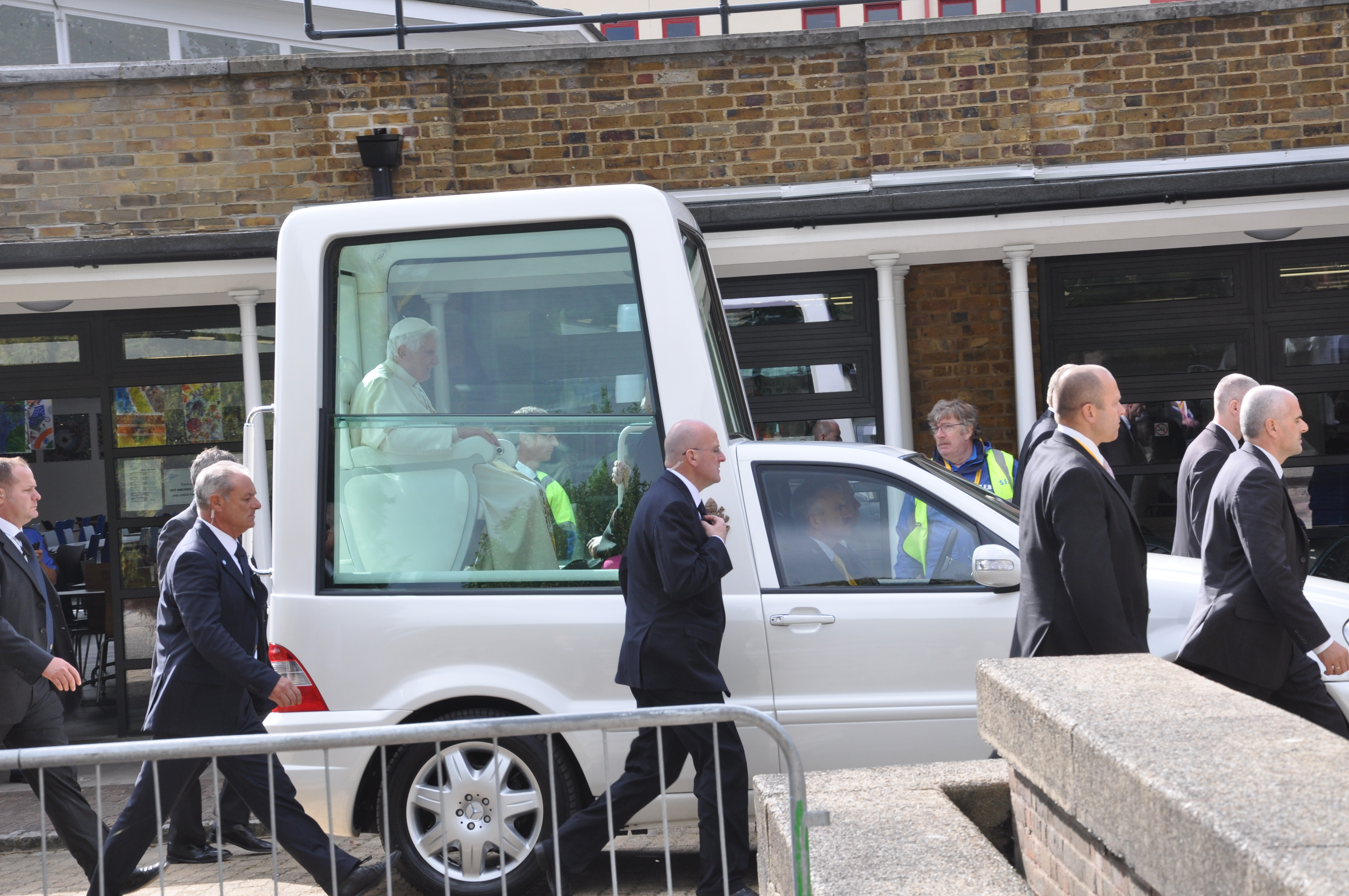
영국에 온 교황 베네딕토 16세.

2010년의 교황 베네딕토 16세의 영국 방문은 2010년 9월 16일부터 9월 19일까지 로마 가톨릭교회의 교황인 베네딕토 16세가 국빈 자격으로는 처음으로 영국을 공식 방문한 사건이다(1982년 교황 요한 바오로 2세의 방영은 개인적인 방문이었다). 교황 베네딕토 16세는 스코틀랜드 방문을 시작으로 엘리자베스 2세와 런던 시장 보리스 존슨을 만났으며, 추후 영국 수상 데이비드 캐머런과 영국 성공회 캔터베리 대주교 로완 윌리엄스와도 면담했다.

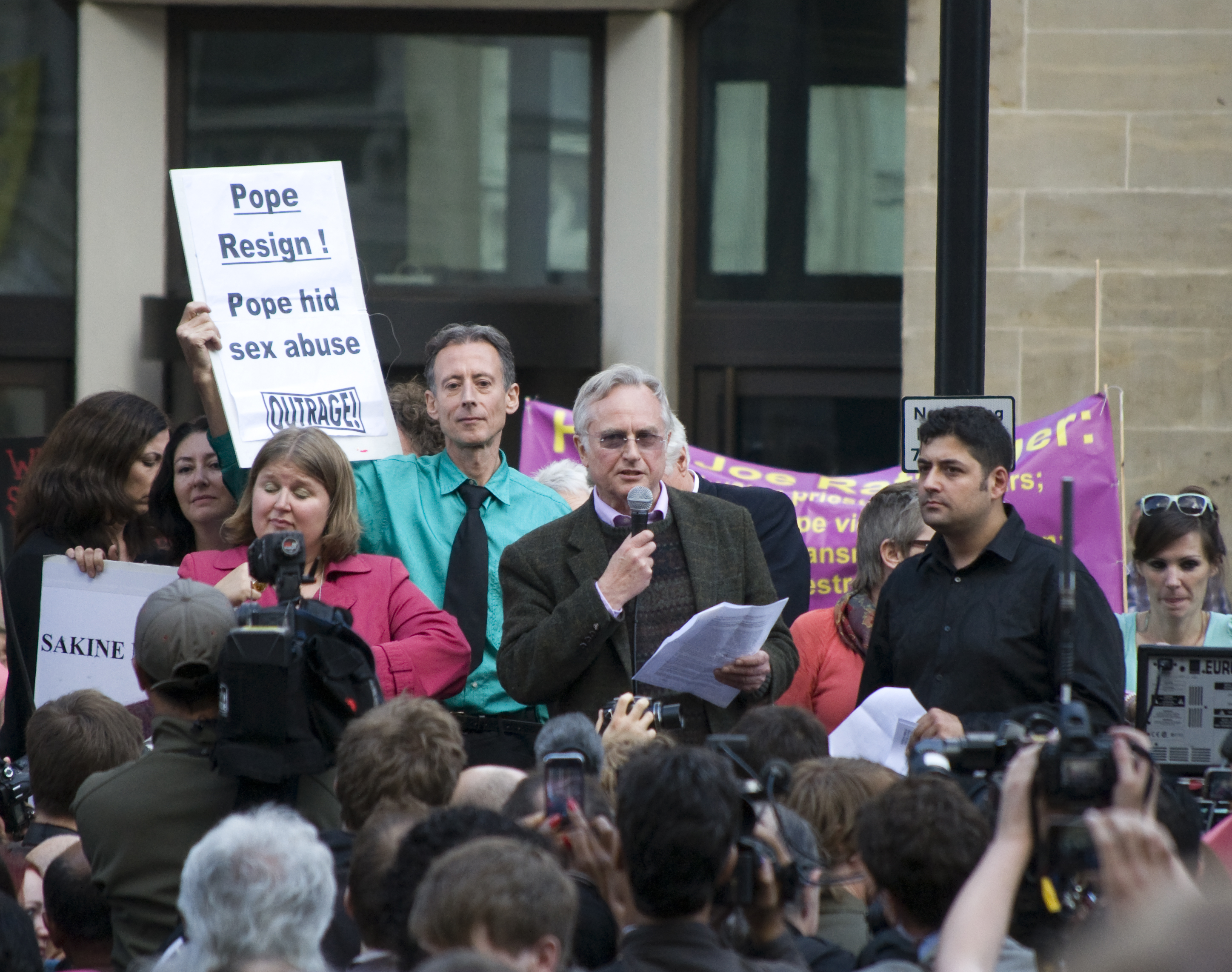
연설하는 도킨스.

이 방문은 때마침 일어난 가톨릭 사제의 아동 성폭력 사건과 맞물려 미디어의 큰 관심을 받았다. 리처드 도킨스, 크리스토퍼 히친스 등의 전투적 무신론자들은 1985년 성추행 사건때도 현 교황이 성추행 가해자인 신부들을 비호했던 사실을 들며 옛날 칠레의 독재자 피노체트를 영국에서 체포했던 것처럼 교황을 체포할 것을 요구했다.
또한 이 방문은 가톨릭의 여성 차별과 낙태, 동성애 등의 반대 그리고 인위적인 피임에 대한 거부로 인한 에이즈 확산, 특히 엄청난 비용 때문에 비판의 도마에 올랐으며, 이런 이유로 방문 직전에 스티븐 프라이, 리처드 도킨스 등 50명의 영국 지식인들이 일간지 《가디언》에 반대 성명을 게재하고 교황을 국빈 대접해서는 안된다고 주장했다.
교황은 17일 출국, 몰타로 떠났다.